# Eustomias monodactylus
Eustomias monodactylus är en fiskart som beskrevs av Regan och Trewavas, 1930. Eustomias monodactylus ingår i släktet Eustomias och familjen Stomiidae. IUCN kategoriserar arten globalt som livskraftig. Inga underarter finns listade i Catalogue of Life.